# Jean Asselborn
Jean Asselborn (Steinfort, 27 april 1949) is een Luxemburgs politicus van de sociaaldemocratische LSAP. Van 2004 tot 2023 was hij minister van Buitenlandse Zaken in de Luxemburgse regering.

## Levensloop
Jean Asselborn verliet in 1967 zijn school om te gaan werken bij Uniroyal. Hij werd lid van de (jeugdafdeling van de) sociaaldemocratische vakbond Luxemburger Arbeiterverbands, de voorganger van de huidige Onhofhängege Gewerkschafsbond Lëtzebuerg (OGBL).
Jean Asselborn ging in 1968 voor de gemeente Luxemburg-Stad werken en in 1969 voor de gemeente Steinfort. Hij bezocht de avondschool en behaalde in 1976 zijn diploma. Nadien was hij hoofd van de administratie van het ziekenhuis van Steinfort.

### Politieke carrière
Asselborn studeerde rechten aan de Universiteit van Nancy en promoveerde in oktober 1981. Van 1982 tot 2004 was hij burgemeester van zijn geboortestad Steinfort. In 1984 werd hij voor de eerste keer in de Kamer van Afgevaardigden (het Luxemburgse parlement) gekozen voor de Lëtzebuerger Sozialistesch Aarbechterpartei (LSAP). In 1989 werd hij fractievoorzitter. Hij was van 1997 tot 2004 voorzitter van de LSAP.
Namens zijn partij was Asselborn lijsttrekker bij de Luxemburgse parlementsverkiezingen van 1999. Door het verlies van vier zetels werd de LSAP na 15 jaar meeregeren weer tot de oppositie veroordeeld. Nadien was Asselborn van 1999 tot 2004 vicevoorzitter van Kamer van Afgevaardigden en van 2000 tot 2004 lid van Europees Comité van de Regio's en vicevoorzitter van de Partij van de Europese Sociaaldemocraten.

#### Vicepremier en minister
Na de parlementsverkiezingen van 2004, waarbij de LSAP er onder leiding van Asselborn in slaagde één zetel terug te winnen, kwamen de sociaaldemocraten opnieuw aan de macht. In de regering-Juncker-Asselborn I, geleid door premier Jean-Claude Juncker, werd Asselborn benoemd tot vicepremier en minister van Buitenlandse Zaken. Deze functies behield hij in de opvolgende regering-Juncker-Asselborn II (2009–2013). Nadat het premierschap in december 2013 in handen kwam van de liberaal Xavier Bettel raakte Asselborn zijn vicepremierschap kwijt. Hij bleef echter wel actief als minister van Buitenlandse Zaken in de regeringen Bettel-Schneider I (2013–2018) en Bettel-Schneider II (2018–2023).

## Privéleven
Jean Asselborn is sinds 1980 getrouwd met Sylvie Hubert. Het echtpaar heeft twee kinderen.